# Miro Cerni
Miroslau Cernigoi( em eslavo Miroslav Černigoj, nome Ítalo-brasileiro Miroslau Cernigoi ) , mais conhecido como Miro Cerni (São Paulo, 19 de junho de 1928 - Rio de Janeiro, 25 de dezembro de 2021) foi um ator consagrado no cinema brasileiro pela Companhia Vera Cruz e que, posteriormente, com a falência desta, tornou-se contabilista brasileiro.

## Biografia
Seus pais Franc Černigoj ( Dobravlje, Província de Gorizia, Império Austro-húngaro) e Antonija Stor ( Trieste, Império Austro-húngaro) migram da Iugoslávia para o Brasil, fixando residência na cidade de São Paulo em meados da década de 20. Aos quatro anos transfere-se com a família e o irmão mais velho Boris Cernigoi para o Rio de Janeiro. Presta o curso secundário no Colégio Militar.
Forma-se bacharel em Ciências Políticas e Econômicas, mas continua exercendo a atividade de engenheiro-construtor na Contrutora Cernigoi, empresa que seu irmão Boris abre em conjunto com o pai em meados de 1944. Namora Ilka Soares, uma jovem então desconhecida que viria ser a estrela do filme Iracema. Loiro, esbelto e de olhos verdes, é descoberto por um scouter da Companhia Vera Cruz durante a frequência no set de filmagens e convidado a ingressar na carreira cinematográfica. O fato ocorre no ano seguinte, novamente frequentando os bastidores do filme Katucha, segunda produção de Ilka também como protagonista ao lado de José Lewgoy.
George Dusek, produtor do filme, demonstra interesse em Cerni e o escolhe para protagonizar o melodrama policial Preço de um Desejo, que estreia no ano seguinte sob a direção de Aloísio T. de Carvalho e que contou com as participações de Fregolente, Nélia Paula e Suzy Kirbi. Meses depois o diretor Armando Couto contrata Cerni para fazer par romântico com Ilka Soares no filme Modelo 19, ao lado de nomes como Sérgio Britto, Elísio de Albuquerque, Lima Duarte e o futuro escritor José Mauro de Vasconcelos. Com roteiro assinado por Millôr Fernandes, Modelo 19 é sucesso de público e leva cinco prêmios oferecidos pelos Governo do Estado de São Paulo.
A Atlântida Cinematográfica sediada no Rio resolve contratá-lo para o filme O Petróleo é Nosso, de Watson Macedo, e Cerni, impossibilitado de dar continuidade às gravações, manda chamar o estreante John Herbert para substituí-lo. Grava as primeiras cenas, mas retorna à São Paulo para assumir como galã romântico em Força do Amor, sob a direção de Eurides Ramos.
George Dusek, produtor do filme, demonstra interesse em Cerni e o escolhe para protagonizar o melodrama policial Preço de um Desejo, que estreia no ano seguinte sob a direção de Aloísio T. de Carvalho e que contou com as participações de Fregolente, Nélia Paula e Suzy Kirbi. Meses depois o diretor Armando Couto contrata Cerni para fazer par romântico com Ilka Soares no filme Modelo 19, ao lado de nomes como Sérgio Britto, Elísio de Albuquerque, Lima Duarte e o futuro escritor José Mauro de Vasconcelos. Com roteiro assinado por Millôr Fernandes, Modelo 19 é sucesso de público e leva cinco prêmios oferecidos pelos Governo do Estado de São Paulo.
Em 1954, Cerni é escalado pela Companhia Vera Cruz para o filme Floradas na Serra, do italiano Luciano Salce, indicado por Anselmo Duarte que estava desistindo do papel. A essa altura Anselmo e Ilka estavam casados há bom tempo. Floradas na Serra foi outra produção que angariou sucesso de público e crítica e na qual, segundo Bresser Pereira (em O Tempo): "Miro Cerni sobressaiu-se com excelente desempenho, sendo talvez o melhor ator do cinema nacional."
A Vera Cruz decide então investir na produção de um filme policial nos moldes hollywoodianos e lança Na Senda do Crime, com Miro Cerni e Cleyde Yáconis nos papéis principais. Foi o último filme terminado antes que as dificuldades econômicas interrompessem seus trabalhos durante longos meses.
Mesmo com o declínio da Vera Cruz, outras produções vieram em seguida: Leonora dos Sete Mares, com direção, produção e roteiro do argentino Carlos Hugo Christensen; A Estrada, dirigido por Oswaldo Sampaio, com Adoniran Barbosa, Ester Góes e exibido em mais de 70 países, além do espetáculo Uma Canção de Amor ao lado de Ângela Maria, Lola Brah, contando com a direção de Carlos Machado. Ao representar o Brasil no Festival Internacional de Veneza com A Estrada, o jornalista e crítico francês Georges Sadoul rende-se à seu talento num artigo em que lhe dedica na revista L'Écran français, dirigida por Louis Aragon: Miro Cerni é um galã digno de figurar nas melhores telas do mundo.
Entretanto a dificuldade de fazer um filme que compensasse financeira e artisticamente era imensa e Cerni passa a auxiliar o pai, Francisco Cernigoi, na construtora fundada por ele, que até então só operava em projetos de igrejas, hospitais e colégios. Em entrevista à Leon Eliachar para a Manchete, em 23 de janeiro de 1960, Miro Cerni reitera a sua intenção em fazer muito dinheiro para voltar a fazer cinema, mesmo que não mais como galã, mas apenas como produtor. Contudo o pai falece, a 27 de fevereiro, fazendo com que o ator se torne o titular da firma. Em meio à repercussão de seu casamento com Ana Luísa Carneiro de Mendonça de Resende, brasileira com, ascendência Portuguesa e Suíça-Francesa [ com linhagem direta de Joaquim José de Sousa Breves e parentes próximos como seu primo Júlio Bozano e Categoria:Família Collor de Mello ] na Paróquia Santa Margarida Maria, em 16 de dezembro daquele ano, Cerni declara publicamente o encerramento de sua carreira para se dedicar aos negócios de construção da firma fundada pelo pai a Construtora Cernigoi.

## Relacionamento
Miro Cerni e Ilka Soraes noivaram no ano de 1950, após as filmagens de Katucha... A Mulher Desejada. Durante o noivado, Cerni estaria encorajando Ilka Soares a largar o cinema e a mesma relutou. Em fevereiro de 1953 os jornais divulgaram o casamento de Ilka Soares com o galã Anselmo Duarte, embora não houvesse saído nota de seu rompimento com Cerni e Anselmo, no mês anterior, tivesse declarado que era remota a possibilidade de encontrar alguém para casar.
Rumores davam conta de golpe publicitário e o casamento foi confirmado, mas Cerni, pouco tempo depois, também virou alvo da imprensa carioca, que expôs o seu envolvimento com a rainha do carnaval Silvia Fernanda durante as filmagens de Na Senda do Crime, no qual contracenavam juntos. Esse envolvimento jamais chegou a ser confirmado e o próprio Anselmo intercedeu à direção da Vera Cruz  por Cerni para seu substituto em Floradas na Serra, de 1954, quando optou pela desistência do papel.
A separação de Ilka e Anselmo ocorreu em 1956.

## Abandono
Cerni participou das gravações do longa A Doutora é Muito Viva, de Ferenc Fekete e produzido pela Cinebrás Filmes, após nova recusa de Anselmo Duarte para o papel principal e foi substituído por Francisco Negrão, que refez as cenas ao lado da atriz Eliana Macedo após o seu afastamento. Oswaldo Sampaio, diretor de A Estrada quis produzir uma dobradinha sua com Agnes Fontoura, mas Cerni declinou ao convite. Também foi oferecido convite para ser a estrela do filme A Tomada de Monte Castelo, sobre a atuação do primeiro grupo de caça na Itália, durante a Segunda Guerra Mundial, cujos aviões utilizados pelos "senta pua" seriam cedidos pelo Ministério da Aeronáutica. O filme não chegou a ser rodado.
Miro Cerni vive hoje em sua propriedade no interior do estado do Rio de Janeiro com sua esposa Ana Luísa, seus 6 filhos e 14 netos.

## Filmografia
| Cinema | Cinema                           | Cinema          | Cinema         | Cinema                  |
| Ano    | Título                           | Personagem      | Produção       | Direção                 |
| ------ | -------------------------------- | --------------- | -------------- | ----------------------- |
| 1957   | A Doutora é Muito Viva           | Rui (I)         | Longa-metragem | Ferenc Fekete           |
| 1956   | A Estrada                        | Gringo          | Longa-metragem | Oswaldo Sampaio         |
| 1955   | Leonora dos Sete Mares           | Alberto         | Longa-metragem | Carlos Hugo Christensen |
| 1954   | Floradas na Serra                | Dr. Celso       | Longa-metragem | Luciano Salce           |
| 1954   | Na Senda do Crime                | Sérgio          | Longa-metragem | Flaminio Bollini Cerri  |
| 1953   | Força do Amor                    | Glauco          | Longa-metragem | Eurides Ramos           |
| 1953   | O Petróleo é Nosso               | Sílvio (I)      | Longa-metragem | Watson Macedo           |
| 1952   | Cine Jornal Nº241                | Ele mesmo       | Curta-metragem | João Gonçalves Carriço  |
| 1952   | Preço de um Desejo               | Salazar         | Longa-metragem | Aloisio T. de Carvalho  |
| 1950   | Modelo 19 (O Amanhã Será Melhor) | Polonês Stefano | Longa-metragem | Armando Couto           |
| 1950   | Katucha... A Mulher Desejada     | Uncredited      | Longa-metragem | Paulo R. Machado        |

| Teatro | Teatro             | Teatro     | Teatro         | Teatro                                   |
| Ano    | Título             | Personagem | Direção        | Elenco                                   |
| ------ | ------------------ | ---------- | -------------- | ---------------------------------------- |
| 1957   | Uma Canção de Amor | Galã       | Carlos Machado | Ângela Maria, Miro Cerni, Lola Brah etc. |